# 竹原靖和
竹原 靖和（たけはら やすかず、1981年3月12日 - ）は、北海道石狩市出身のサッカー指導者。

## 来歴
大学卒業後、2004年から長くコンサドーレ札幌の下部組織で指導経験を積んだ。
2012年より、ツエーゲン金沢のヘッドコーチに就任。

## 学歴
- 北海道札幌開成高等学校
- 筑波大学

## 指導歴
- 2004年 - 2011年  コンサドーレ札幌
  - 2004年 - 2005年 ジュニアサッカースクール コーチ
  - 2005年 - 2006年 トップチーム サブマネージャー
  - 2006年 - 2008年 ジュニアサッカースクールコーチ
  - 2008年 - 2011年 U-15旭川 コーチ
- 2012年 - 2015年  ツエーゲン金沢 ヘッドコーチ
- 2016年 - 2018年  アビスパ福岡 アシスタントコーチ
- 2019年  AC長野パルセイロ アシスタントコーチ[2]
- 2020年  ザスパクサツ群馬 コーチ[3]